# 과학을 위한 행진
과학을 위한 행진(March for Science, 이전 명칭: 과학자들의 워싱턴 행진)은 지구의 날에 열린 일련의 국제 집회 및 행진이다. 첫 행진은 2017년 4월 22일 워싱턴 D.C.에서 열렸으며, 전 세계 600여 개 도시에서도 진행되었다. 주최 측에 따르면, 이 행진은 과학과 과학이 일상생활에서 수행하는 역할을 기념하기 위한 비당파적 운동이었다. 행진과 집회의 목표는 과학이 공동선을 지지하고 대중의 이익을 위한 증거기반정책을 요구한다는 점을 강조하는 것이었다. 과학 행진 주최 측은 전 세계 참석자 수를 107만 명으로 추산했으며, 주 행진이 열린 워싱턴 D.C.에는 10만 명, 보스턴에는 7만 명, 시카고에는 6만 명, 로스앤젤레스에는 5만 명, 샌프란시스코에는 5만 명, 시애틀에는 2만 명, 피닉스에는 1만 4천 명, 베를린에는 1만 1천 명이 참석한 것으로 추산했다.
두 번째 과학 행진은 2018년 4월 14일에 열렸다. 뉴욕시를 비롯하여 나이지리아 아부자, 인도 바라우트를 포함하여 전 세계 230개 위성 행사가 두 번째 연례 행사에 참여했다. 세 번째 과학 행진은 2019년 5월 22일에 열렸으며, 이번에는 전 세계 150개 지역이 참여했다.
과학 행진의 주최자와 지지자들은 과학에 대한 지지가 비당파적이어야 한다고 말했다. 행진은 도널드 트럼프 1기 행정부의 의제에 회의적이며, 과학에 적대적이라고 널리 여겨지는 트럼프 행정부 정책을 비판하는 과학자들에 의해 조직되었다. 행진 웹사이트는 "이념적 의제를 추구하기 위해 과학을 무시하는 미국 정부는 전 세계를 위험에 빠뜨린다"고 명시했다.
행진 참가자들이 제기한 특정 과학 정책 문제로는 증거기반정책에 대한 지지, 그리고 정부의 과학 연구 자금 지원, 열린 정부, 기후변화에 대한 과학적 합의 및 진화론에 대한 정부의 수용이 포함된다. 이 행진은 2016년 미국 대통령 선거 이후와 2017년 여성 행진 이후 미국 과학자들의 정치 활동 증가의 일환이었다.
스탠퍼드 대학교의 과학사학자 로버트 N. 프록터는 과학 행진이 "참여한 과학 공동체의 규모와 폭 면에서 전례 없는" 일이었으며 "과학 공동체에 신성한 진리의 개념에 대한 대규모 공격이라는 광범위한 인식"에 뿌리를 두고 있다고 말했다.

## 배경

### 도널드 트럼프
2012년, 도널드 트럼프는 기후변화를 사기라고 언급했다. 대통령 후보 시절, 그는 키스톤 XL 송유관 건설 재개와 오바마 행정부가 채택한 미국 환경 보호국 (EPA) 규제 철폐를 약속했다.
트럼프 당선 후, 그의 첫 인수팀은 오바마 행정부 동안 기후변화에 대해 연구했던 특정 미국 에너지부 (DOE) 직원들을 찾아 나섰다. 트럼프 취임 전에 많은 기후 과학자들은 트럼프 행정부에 의해 삭제될 수도 있다고 우려하여 정부 웹사이트에서 기후 데이터를 다운로드하기 시작했다. 도널드 트럼프 1기 행정부에 의해 취해지거나 약속된 다른 조치들도 이 행진에 영감을 주었는데, 여기에는 파리 협정 탈퇴, 그의 내각 지명자들의 입장, 연구 보조금 동결, 그리고 EPA 과학자들에게 연구 결과 발표에 대한 함구령을 내린 것 등이 포함된다. 2017년 2월, 트럼프의 과학 자문이 될 가능성이 있는, 인간이 야기한 지구 온난화에 대해 회의적인 견해를 가진 윌리엄 해퍼는 특정 기후 과학 분야를 "정말 컬트에 가깝다"고 묘사하며 그 종사자들을 "멍한 눈을 가진" 사람들이라고 비하했다. 사이언스는 트럼프의 첫 예산 요청이 미국 해양대기청 (NOAA)의 연구 및 위성 프로그램, EPA 연구 개발국, DOE의 Office of Science 및 에너지 프로그램, 미국 지질조사국, 국립보건원 및 기타 과학 기관에 대한 주요 자금 삭감을 포함하고 있었기 때문에 "미국 과학에 있어 암울한 예산의 날"이라고 보도했다.

### 국제적 연대
전 세계 여러 나라에서 국제 자매 행진이 계획되었다. 이 행진들은 미국 과학자들과 기후 과학자들을 전반적으로 지지하는 동시에, 헝가리의 중앙유럽 대학교에 대한 정부의 조치와 2016–17년 튀르키예 숙청에서 교육 기관 폐쇄 및 학자 해고와 같은 국제적인 학문의 자유 침해에 항의하는 한편, 지역 문제에도 반대하는 성격을 띠었다.

## 계획 및 참가자
워싱턴에 과학자 행진이 필요하다.
행진 계획의 주요 영감원은 2017년 1월 21일의 2017년 여성 행진이었다. 행진을 만들자는 구체적인 아이디어는 백악관 웹사이트에서 기후변화에 대한 언급이 삭제된 것에 대한 레딧 토론 스레드에서 시작되었다. 이 토론에서 "Beaverteeth92"라는 익명의 게시자는 "워싱턴에 과학자 행진"의 필요성에 대한 댓글을 달았다. 수십 명의 레딧 사용자가 이 제안에 긍정적으로 반응했다. 텍사스 대학교 건강 과학 센터의 박사후 연구원이자 원본 대화의 참가자인 조나단 버먼은 행진을 조직하기 위해 페이스북 페이지, 트위터 피드 및 웹사이트를 만들었다. 페이스북 그룹은 일주일도 안 되어 200명에서 30만 명으로 늘어났고, 이후 80만 명으로 증가했다. 개별 과학자들은 이러한 발전을 지지하기도 하고 비판하기도 했다.

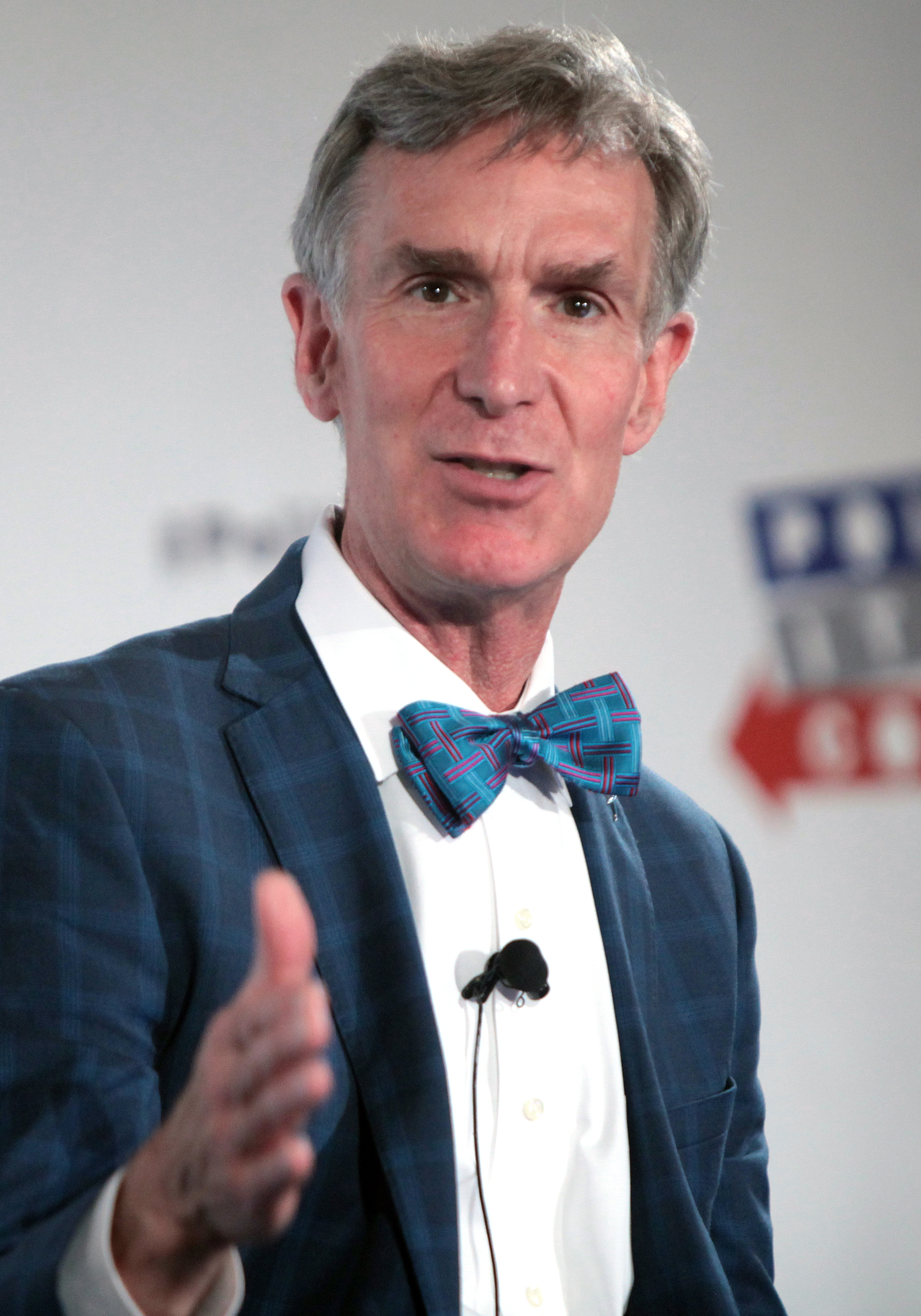
빌 나이, 명예 공동 의장

3월 30일, 빌 나이, 모나 한나-아티샤, 리디아 빌라-코마로프가 행진의 주요 인물이자 명예 공동 의장으로 참여한다고 발표되었다. 이 시위는 지구의 날에 열릴 예정이었으며, 전 세계 수백 개 도시에서 위성 집회가 계획되었다.
워싱턴 D.C.에서 열린 첫 행진을 위해 전국 위원회는 다음과 같이 구성되었다(알파벳순).
Sofia Ahsanuddin, Valorie V. Aquino, Jonathan Berman, Teon L. Brooks, Beka Economopoulos, Kate Gage, Kristen Gunther, Kishore Hari, Sloane Henningsen, Rachael Holloway, Aaron Huertas, 아야나 엘리자베스 존슨, Rosalyn LaPier, Julia MacFall, Adam Miller, Lina Miller, Caitlin Pharo, Jennifer Redig, Joanna Spencer-Segal, Lucky Tran, Courtnie Weber, Caroline Weinberg, Amanda Yang.
전국 위원회와 그 팀의 역할은 다음과 같다:
| 위원회              | 팀 리더                                                            | 팀원 |
| ------------------- | ------------------------------------------------------------------ | --- |
| 공동 의장           | Valorie Aquino, Jonathan Berman, Caroline Weinberg                 | |
| 운영                | Sofia Ahsanuddin, Rosalyn LaPier, Joanna Spencer-Segal, Lucky Tran | |
| 물류 및 운영        | Kate Gage, Lina Miller                                             | Amanda Yang |
| 위성 조정           | Kishore Hari, Caitlin Pharo                                        | Adam Arcus, Jocelyn Barton, Rachael Holloway, Miles Greb, Claudio Paganini, Markus Strehlau, Erin Vaughn, Hugo Valls, Robin Viouroux |
| 커뮤니케이션        | Aaron Huertas                                                      | Atu Darko, Paige Knappenberger, Bridget McGann                                                                                       |
| 소셜 미디어         | Beka Economopoulos, Courtnie Weber                                 | Thomas Gaudin, Anna Hardin, Karen James, David Lash, Ed Marshall, Carmi Orenstein, Kristina Sullivan                                 |
| 미션 전략           | Kristen Gunther                                                    | Lucky Tran, Beka Economopoulos, Aaron Huertas                                                                                        |
| 파트너십            | Teon L. Brooks, 아야나 엘리자베스 존슨                             | Sofia Ahsanuddin, Kate Gage, Charise Johnson, Mercedes Paredes, Sabriya Yukes                                                        |
| 모금                | Julia MacFall                                                      | Anthony Burn |
| 블로그              | Jennifer Redig                                                     | Poornima Apte, Diana Crandall, Manasseh Franklin, Jayde Lovell, Zoe Wood                                                             |
| 크리에이티브/디자인 | Sloane Henningsen                                                  | |
| 로고 디자인         | Bryan Francis                                                      | |
| 기술                | Adam Miller                                                        | Sam Kim, Amanda Yang |

미국 최대 과학 조직인 미국 과학 진흥 협회 (AAAS)의 연례 회의 중, 과학자들은 2월 19일 보스턴 코플리 광장에서 "과학을 옹호하는 집회"를 개최했다. 같은 달, AAAS는 행진에 대한 지지를 발표했다. 3월 중순까지, 많은 과학 학회를 포함한 약 100개의 과학 단체가 과학 행진을 지지했다. 행진의 지지 단체로는 미국 지구물리학 연합, 미국 지리학회, 미국 물리인류학자 협회, 신경과학회, 담수 과학회, 미국 통계학회, 심리학 과학회, 미국사회학회, 전기화학회, 미국 곤충학회, 캘리포니아 과학 아카데미, 몬터레이 베이 수족관 등이 있었다.
델라웨어 대학교 정치 커뮤니케이션 센터는 3월 31일부터 4월 18일까지 과학 행진 페이스북 그룹 또는 페이지 회원 1,040명을 대상으로 행진 참여 동기를 조사했다. 응답자들은 행진의 이유로 다음을 언급했다.
| 이유                                                          | "매우 중요함"이라고 평가한 비율 |
| ------------------------------------------------------------- | ------------------------------- |
| 과학적 사실과 증거에 기반한 정책을 수립하도록 공직자들을 독려 | 97%                             |
| 과학의 진실성에 대한 정치적 공격에 반대                       | 93%                             |
| 대중이 과학을 지지하도록 독려                                 | 93%                             |
| 과학 연구 자금 삭감에 항의                                    | 90%                             |
| 사회에 대한 과학과 과학자의 가치를 기림                       | 89%                             |
| 대중에게 과학 교육과 과학 문해를 증진                         | 86%                             |
| 과학자들이 대중과 소통하도록 독려                             | 70%                             |
| 과학 분야의 다양성과 포괄성 증진                              | 68%                             |
| 정치 또는 정책 수립에 더 많이 참여                            | 45%                             |

4월 이전, 열성 지지자들은 뇌 모양의 모자 뜨개질 패턴을 찾아 푸시햇 프로젝트와 유사하게 행진의 연대 상징으로 제안했다.

## 참여

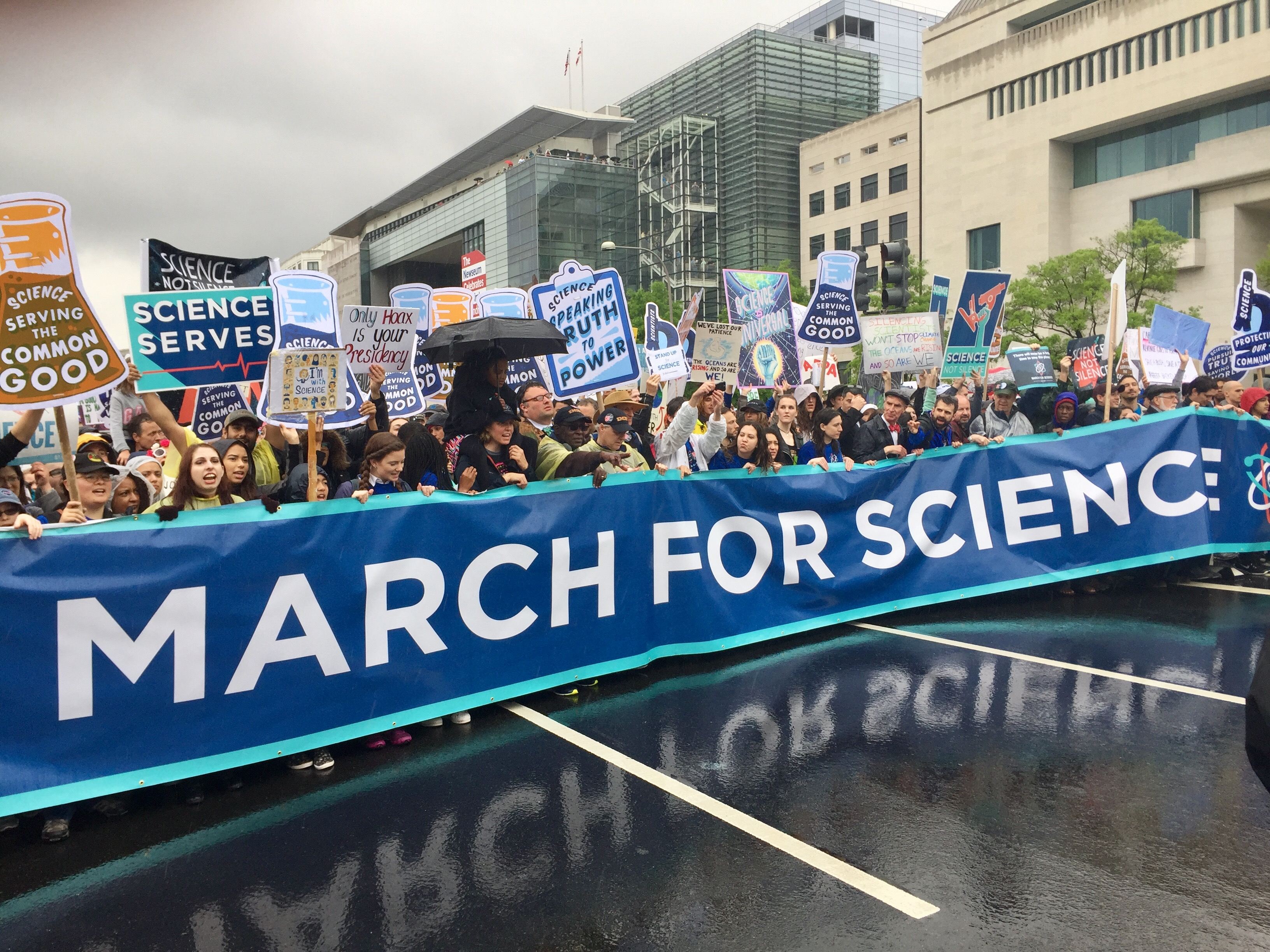
국회의사당으로 행진하는 시위자들

어스 데이 네트워크(Earth Day Network)와 과학 행진이 공동 주최한 주요 행진은 워싱턴 D.C.에서 오전 10시 워싱턴 기념탑 부지에서 집회와 교육 활동으로 시작되었는데, 시민 활동가들과 과학자 및 공학자들의 연설이 교대로 진행되었으며, 여기에는 1970년 첫 지구의 날 공동 창립자인 데니스 헤이즈와 빌 나이도 포함되었다. 집회에는 정치인이 연설하지 않았다. 오후 2시에는 하루 종일 내린 꾸준한 비에도 불구하고 수천 명의 군중이 컨스티튜션 애비뉴를 따라 내셔널 몰과 미국 국회의사당 서쪽 전면 사이의 북서쪽 3번가로 행진했다.
시위대는 전 세계 100개 이상의 도시에 모였으며, 매사추세츠주 보스턴에 약 7만 명, 캘리포니아의 여러 도시에는 15만 명 이상이 참가한 것으로 추산된다.

## 반응

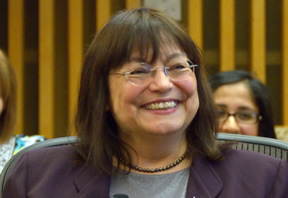
리디아 빌라-코마로프

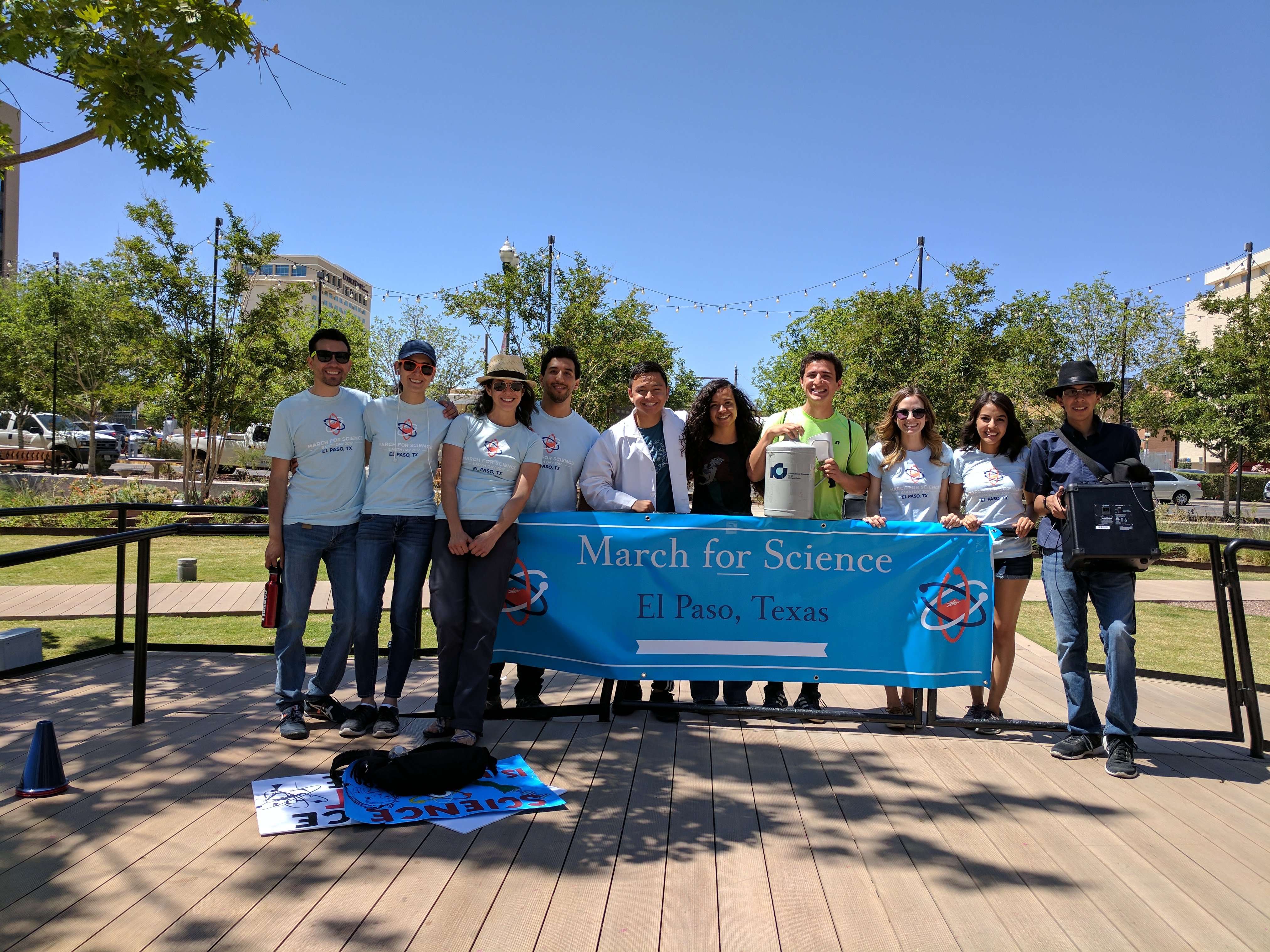
2017년 4월 22일 엘파소 과학 행진 주최자 및 일부 참가자들

스탠퍼드 대학교의 로버트 N. 프록터 교수는 과학 행진이 사회적 책임을 위한 의사들과 같은 과학자들의 다른 노력과 유사하지만, "과학 공동체에 신성한 진리의 개념에 대한 대규모 공격이라는 광범위한 인식" 때문에 규모가 더 컸다고 말했다.

### 지지
2017년 1월 26일, 버몬트주 버니 샌더스 미 상원의원은 행진에 대한 지지를 표명하며 "맞서 싸우는 과학자들과 연구자들"에게 축하를 보냈다. 일리노이주 미 하원의원이자 물리학자이며 자연 과학 분야 박사 학위를 가진 현역 의회 의원 중 유일한 빌 포스터는 "민주당 의원으로서가 아니라 과학자로서" 행진에 참여할 것이라고 밝혔다. 포스터는 행진이 정치적이지만 당파적이지 않다고 보며, "만약 알려진 과학 원리와 모순되는 특정 정책을 본다면, 과학자인 모든 시민은 목소리를 내야 한다"고 말했다.
2월에 AAAS와 다른 과학 단체들은 행진에 대한 지지를 발표했다. AAAS의 최고경영자 러시 홀트 주니어는 과학자들의 정치 참여에 대한 지지를 표명했다. 홀트는 또한 "일반 대중의 과학에 대한 이해와 감사"의 중요성을 강조했다.
가장 흥미로운 점은 과학의 개념을 옹호하기 위한 자발적인 노력이 수십 년 만에 처음으로 나타났다는 것입니다. GMO 찬반이나 원자력 찬반 행진이 아닙니다. 이것은 과학의 가치와 증거의 힘에 관한 것입니다. 사람들이 공공 정책의 많은 영역에서 이데올로기가 증거를 압도하고, 증거가 공공 정책을 만드는 데 있어 선택 사항으로 보이며, 공직자들이 대안적 사실과 같은 문구를 사용하는 것에 대해 이해하고 올바르게 분노하고 있습니다.— – 러시 홀트

### 비판
이 행진은 행사의 좌익적 편향과 성향으로 인해 보수적인 출판물로부터 엄청난 비판을 받았다. 도널드 트럼프의 과학 고문이자 기후 변화 부정론자인 윌리엄 해퍼는 "대통령이 과학에 반대한다고 가정할 이유가 없다"고 말하며 행진을 컬트로 일축했다.
많은 과학자들이 행진에 대한 우려를 표명했다. 이론 물리학자 실베스터 제임스 게이츠는 "이렇게 정치적으로 편향된 행사가 대중에게 과학자들이 증거보다는 이념에 의해 움직인다는 메시지를 보낼 수도 있다"고 경고했다. 뉴욕 타임스에 글을 쓴 로버트 S. 영은 행진이 "회의적인 보수주의자들로부터 과학자들이 이익 집단이며 자신들의 목적을 위해 데이터, 연구, 발견을 정치화한다는 주장을 강화할 것"이며 과학자들이 "지역 시민 단체, 교회, 지역 박람회, 그리고 사적으로는 선출직 공무원의 사무실로 행진하는" 것이 더 나을 것이라고 주장했다. 2017년 첫 행진 직후 스켑티컬 인콰이어러 매거진에 글을 쓴 매튜 니스벳은 가장 교육받지 못한 사람들이 아니라 "가장 교육을 잘 받고 과학적으로 가장 지식이 풍부한 사람들이 논란이 많은 과학 문제에 대해 편향된 추론과 잘못된 믿음을 가질 가능성이 높다"고 주장한다. 그의 의견으로는 이는 행진이 "당파적 차이를 심화시키고, 과학자들의 신뢰, 공정성, 신뢰성을 위태롭게 할 것"을 의미한다. 니스벳은 과학자들에 대한 신뢰가 강하며, 그들은 "이 자본을 현명하고 효과적으로 사용해야 한다"고 생각한다.
행진의 정치적 성격에 대한 비판에 대해 기상학자이자 칼럼니스트인 에릭 홀트하우스는 과학 분야가 "항상 정치적이었다"고 말하며 갈릴레오 갈릴레이의 갈릴레오 재판 사례를 언급했다. 홀트하우스는 "진실 자체가 의문시될 때" 과학자들도 항의해야 한다고 썼다.
과학의 정책 및 정부 역할에 대해 논의하며, 러시 홀트는 과학과 정치를 철학적으로 양립 불가능하게 보는 것에 대한 오류를 지적한다. "이 직업의 윤리는 과학에 충실하고, 과학이 공공 정책이나 공공 문제에 어떻게 영향을 미치는지에 관심이 있다면, 사실 자체가 말하게 하라는 것입니다. 물론 거기에도 오류가 있습니다. 사실은 그 자체로 목소리가 없습니다."
샌프란시스코 총괄 조직자 크리스틴 라탄은 제리 코인과 KQED의 포럼에서 행진에 대한 그의 비판에 대해 토론하며 밀레니얼 세대가 행동주의에 대해 이제 막 발을 딛고 있으며 격려해야 한다고 언급했다. 라탄은 또한 정치적인 것과 당파적인 것을 구분하고, 과학 행진이 정치적인 행동이지만 결코 당파적인 것은 아니라고 제안했다. 당파적이라는 것은 한 정당에 대한 맹목적인 충성을 의미한다는 것이다. 라탄은 과학 행진이 당파나 소속에 관계없이 증거 기반 정책 결정을 지지한다고 다시 한번 강조했다.

## 같이 보기
- 기후 거버넌스
- 도널드 트럼프 행정부의 환경 정책
- 환경 정치
- 지구 변화
- IPCC 제5차 평가 보고서
- 온라인 사회 운동
- 과학의 정치화
- 지구 온난화의 정치학
- 탈진실 정치
- 공화당의 과학 전쟁, 2005년 책